# Filles de Notre-Dame des Douleurs
Les filles de Notre-Dame des Douleurs sont une congrégation religieuse féminine hospitalière de droit pontifical.

## Histoire
La congrégation est fondée le 28 mars 1866 à Tarbes par Marie Saint-Frai et le Père Dominique Ribes pour le soin des personnes âgées et des malades. L'institut est reconnu le 19 juin 1867 par le gouvernement et ses constitutions sont approuvées le 26 novembre 1869 par Bertrand-Sévère Laurence, évêque de Tarbes. Le 20 février 1889, 38 sœurs prononcent leurs vœux perpétuels. En 1870, c'est la première succursale qui est fondée à Bagnères-de-Bigorre. 
Pour accueillir les pèlerins malades de Lourdes, les fondateurs achètent en 1872 un terrain proche de la Grotte. Le 6 avril 1874, Benoît Langénieux, évêque de Tarbes et Lourdes bénit et pose la première pierre de l'hôpital Notre-Dame des Douleurs appelé maintenant accueil Marie Saint-Frai.
Les fondations se poursuivent avec Arles (1877), Bastia et Avignon (1889), Saint-Pé (1890). L'année suivante, elles essaiment à l'étranger avec l'ouverture de la maison du Caire. C'est ensuite Salon-de-Provence (1892)et Pontacq (1893), Lagrasse (1896), Alexandrie (1904). L'institut est approuvé le 25 avril 1904 par la congrégation pour la propagation de la foi. La même année voit la fondation de Beyrouth puis Jérusalem en 1955.

## Activités et diffusion
Les sœurs se dédient aux soins des malades et des personnes âgées. Elles vouent un culte particulier au cœur souffrant de Jésus et à Notre-Dame des Douleurs.
Elles sont présentes en France, en Égypte, au Liban et en Israël.
La maison-mère est à Tarbes.

## Galerie

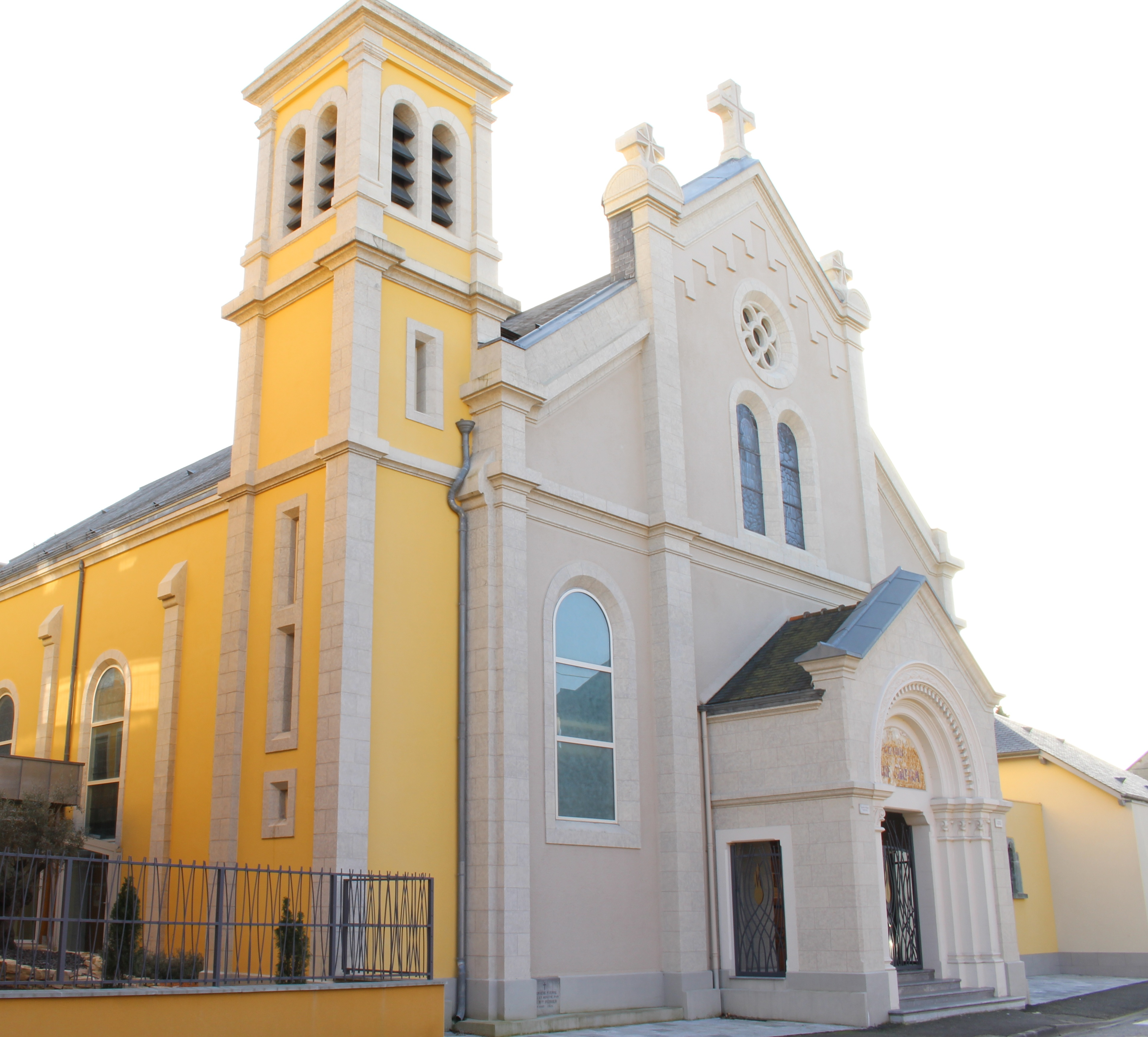
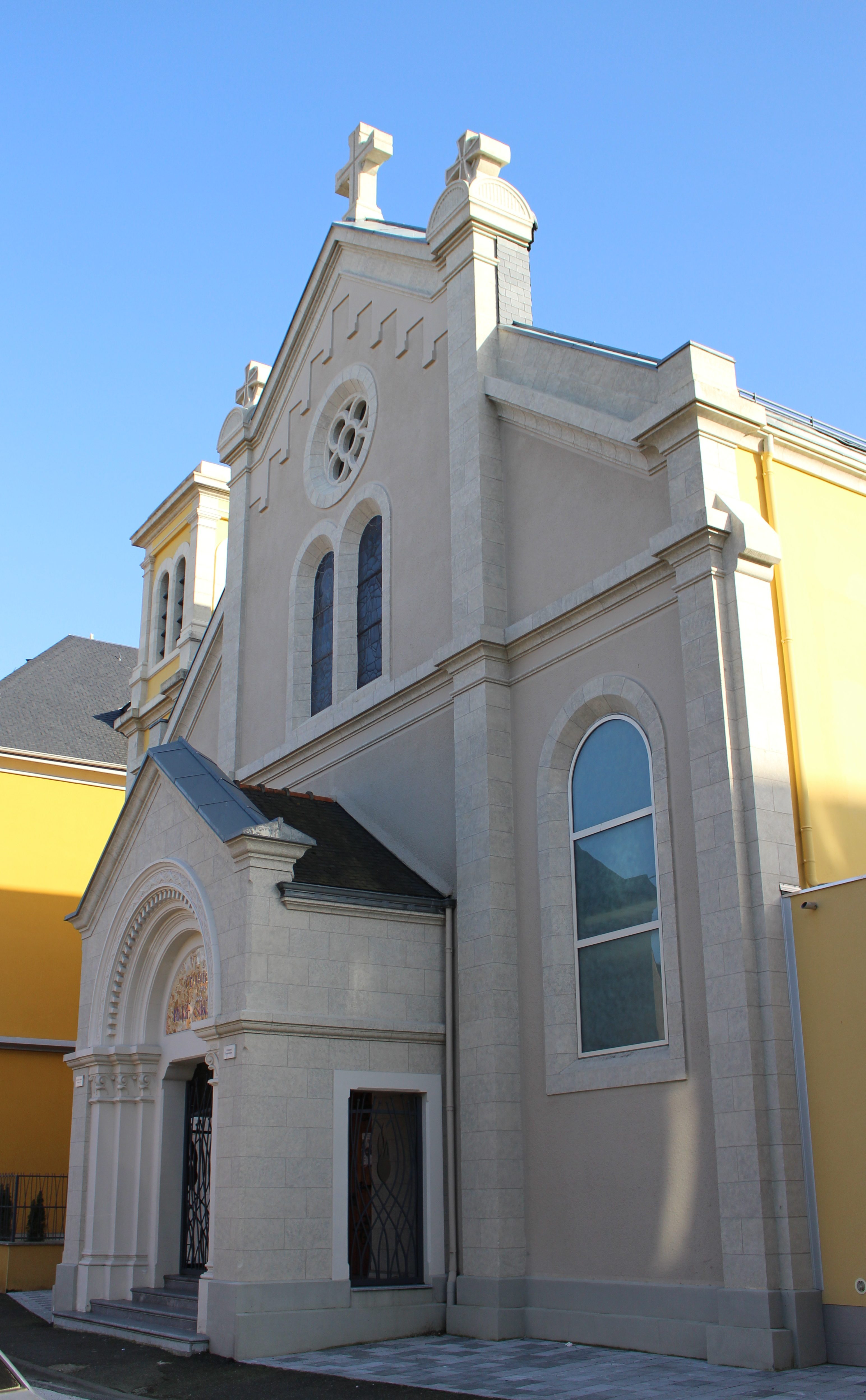